# 下兵庫こうふく駅
下兵庫こうふく駅（しもひょうごこうふくえき）は、福井県坂井市坂井町下兵庫にある、えちぜん鉄道三国芦原線の駅である。駅番号はE36。

## 概要
開業時、下兵庫駅として開業。駅名は坂井市内を流れる兵庫川の下流に位置していることが由来とされる。
2017年に坂井市の「笑顔で暮らせるまち」のブランディング事業の一環で駅名を下兵庫こうふく駅に変更した。駅名の「こうふく」は、かつて一帯が興福寺の荘園であったことと、福井県が幸福度全国1位であることにちなむものである。改称記念式典には興福寺貫首（改称時点）の多川俊映が招かれ、多川直筆による「心」の字の扁額が駅舎に掲げられている。

## 歴史
- 1928年（昭和3年）12月30日：三国芦原電鉄の福井口 - 芦原（現在のあわら湯のまち駅）間開業に伴い[8][9]、下兵庫駅（しもひょうごえき）として開業[1][2]。
- 1942年（昭和17年）8月1日：三国芦原電鉄が京福電気鉄道（京福）と合併[10]。同社の三国芦原線の駅となる[9]。
- 1967年（昭和42年）4月7日：貨物取扱を廃止[11]。
- 1970年（昭和45年）7月1日：駅業務を委託化[11]。
- 2001年（平成13年）6月24日：京福越前本線で列車正面衝突事故が発生（京福電気鉄道越前本線列車衝突事故）[12]。これに伴う全線運行休止により休業[11][13]。
- 2003年（平成15年）
  - 2月1日：京福がえちぜん鉄道に駅施設を譲渡[13]。同社の三国芦原線の駅となる[2]。
  - 8月10日：三国芦原線の西長田（現在の西長田ゆりの里駅） - 三国港間の運行再開に伴い、営業再開[2][13]。
- 2017年（平成29年）3月25日：駅名を下兵庫こうふく駅に改称[3][4][5]。

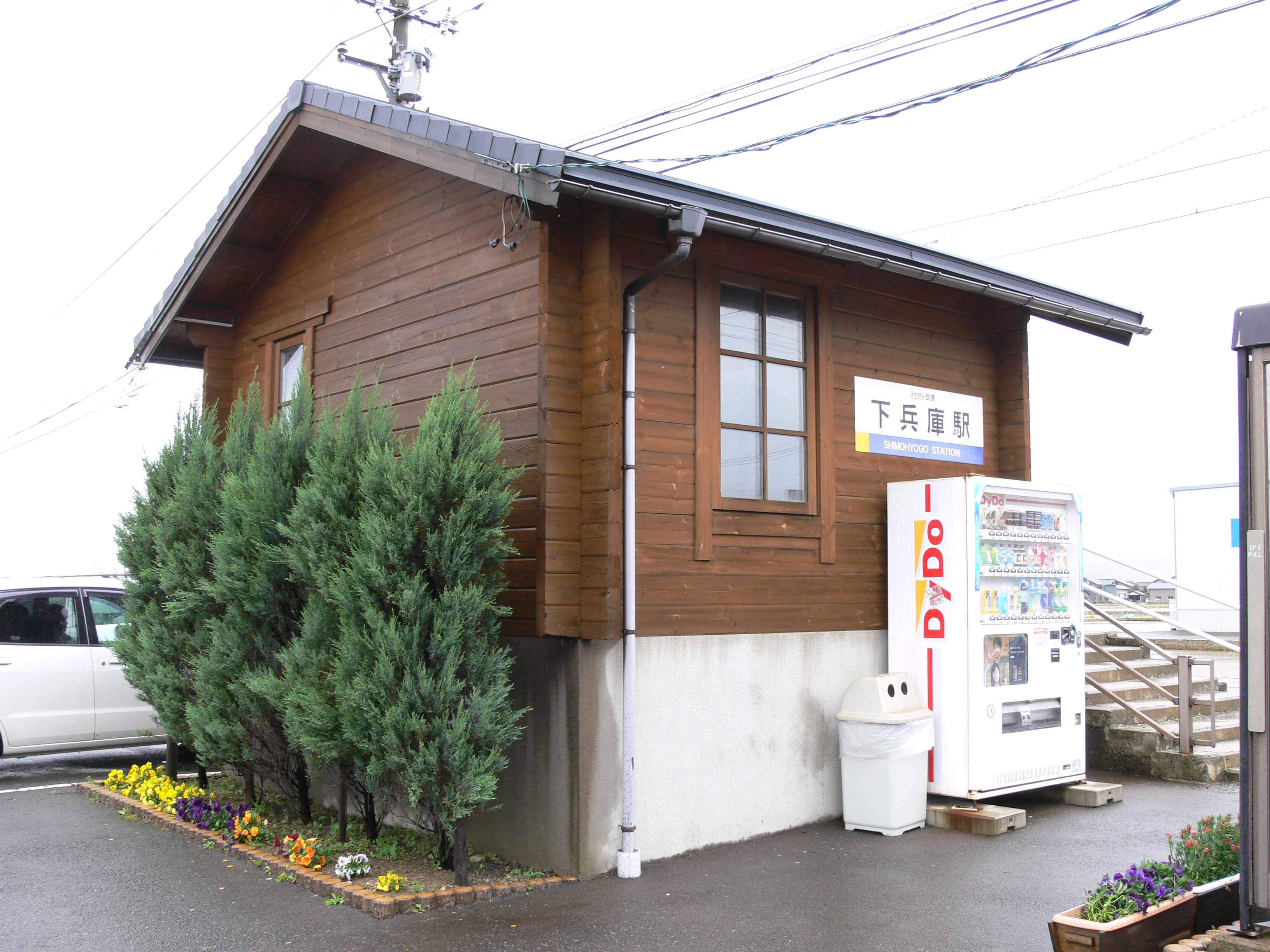
駅名改称前の駅舎（2009年5月）

## 駅構造

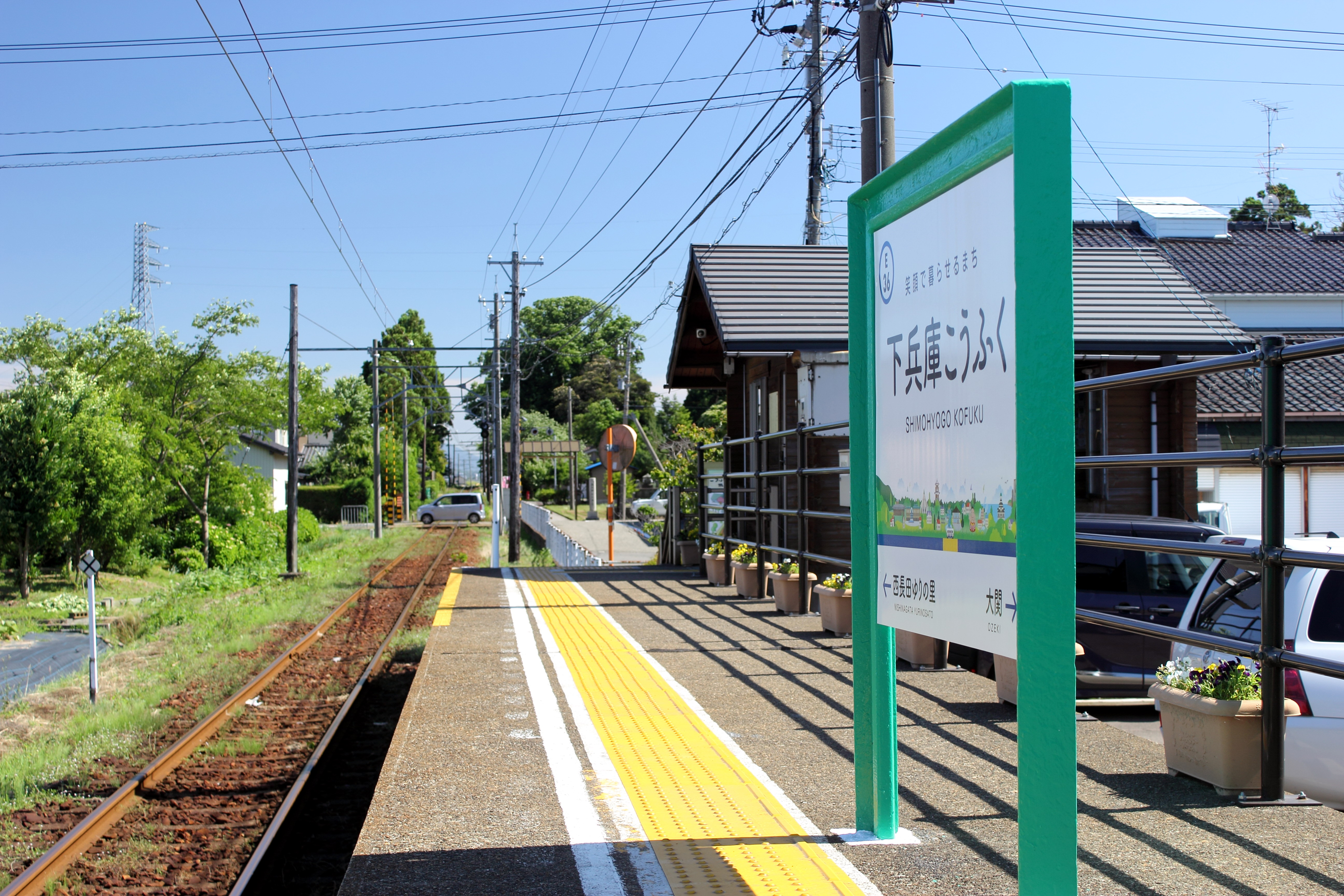
ホーム

単式ホーム1面1線を有する地上駅で無人駅である。線路西側のホーム上に待合所、駐車場と駐輪場が併設されている。
ホームの南寄りに隣接する木造の待合所はホーム側にのみ入り口があるため、床がコンクリートでかさ上げされている。

## 利用状況
「坂井市統計年報」によると、1日平均の乗車人員は以下のとおりである。
| 乗車人員推移 | 乗車人員推移 |
| 年度         | 1日平均人数  |
| ------------ | ------------ |
| 2007年       | 95           |
| 2008年       | 85           |
| 2009年       | 83           |
| 2010年       | 87           |
| 2011年       | 86           |
| 2012年       | 79           |
| 2013年       | 74           |
| 2014年       | 66           |
| 2015年       | 72           |
| 2016年       | 67           |
| 2017年       | 81           |
| 2018年       | 76           |
| 2019年       | 67           |
| 2020年       | 49           |
| 2021年       | 58           |
| 2022年       | 77           |

## 駅周辺
駅そのものは集落の中だが、田園が広がる。駅名改名と同時に駅周辺の散歩コースには「こうふくロード」の名称が付けられた。坂井市役所へは当駅が三国芦原線上の最寄となるが3 km近く離れている。
- 坂井市コミュニティバス 下兵庫こうふく駅前バス停留所
  - 木部ルート 丸岡駅行き、池見行き ※土曜日・休日運休
- 淵龍の池・春日神社
- 坂井市立兵庫小学校

## 隣の駅
えちぜん鉄道
■三国芦原線
□快速（上りのみ）・■普通
西長田ゆりの里駅 (E35) - 下兵庫こうふく駅 (E36) - 大関駅 (E37)